# Brzuch
Brzuch (łac. abdomen) – w anatomii człowieka dolna część tułowia pomiędzy klatką piersiową a miednicą. W osłoniętym mięśniami brzuchu znajduje się jama brzuszna (cavitas abdominalis).
Brzuch ograniczony jest:
- od góry przez:
  - górny brzeg trzonu pierwszego kręgu lędźwiowego (corpus vertebrae lumbalis primae)
  - dolny brzeg dwunastego żebra (costa duodecima) (obustronnie)
  - wolny koniec jedenastego żebra (costa undecima) (obustronnie)
  - chrząstki żeber od dziesiątego do siódmego czyli łuk żebrowy prawy i lewy (arcus costalis dexter et sinister) (obustronnie)
  - wyrostek mieczykowaty (processus xiphoideus)

- od dołu przez:
  - górny brzeg spojenia łonowego (symphysis pubica)
  - guzek łonowy (tuberculum pubicum)
  - więzadło pachwinowe (ligamentum inguinale)
  - kolec biodrowy przedni górny (spina iliaca anterior superior)
  - grzebień biodrowy (crista iliaca)
  - kolec biodrowy tylny górny (spina iliaca posterior superior)
  - krążek stawowy pomiędzy piątym kręgiem lędźwiowym a kością krzyżową (promontorium)